# If I Told You That
If I Told You That is een duet uit 2000 tussen de Amerikaanse Whitney Houston en de Britse George Michael. Het is de tweede single van het verzamelalbum van Houston, Whitney: The Greatest Hits. In de Verenigde Staten werd het nummer niet uitgebracht, in het Verenigd Koninkrijk belandde het nummer in de top 10 van de UK Singles Chart. In Nederland werd het nummer verkozen tot Alarmschijf en behaalde het de top 20 in de Nederlandse Top 40.
De videoclip van het nummer speelt zich af in een nachtclub. Houston en Michael ontmoeten elkaar op de dansvloer waar ze het nummer zingen.

## Hitnotering
| If I Told You That in de Nederlandse Top 40 - binnen: 27 mei 2000 | If I Told You That in de Nederlandse Top 40 - binnen: 27 mei 2000 | If I Told You That in de Nederlandse Top 40 - binnen: 27 mei 2000 | If I Told You That in de Nederlandse Top 40 - binnen: 27 mei 2000 | If I Told You That in de Nederlandse Top 40 - binnen: 27 mei 2000 | If I Told You That in de Nederlandse Top 40 - binnen: 27 mei 2000 | If I Told You That in de Nederlandse Top 40 - binnen: 27 mei 2000 | If I Told You That in de Nederlandse Top 40 - binnen: 27 mei 2000 | If I Told You That in de Nederlandse Top 40 - binnen: 27 mei 2000 |
| Week                                                              | 1                                                                 | 2                                                                 | 3                                                                 | 4                                                                 | 5                                                                 | 6                                                                 | 7                                                                 |                                                                   |
| ----------------------------------------------------------------- | ----------------------------------------------------------------- | ----------------------------------------------------------------- | ----------------------------------------------------------------- | ----------------------------------------------------------------- | ----------------------------------------------------------------- | ----------------------------------------------------------------- | ----------------------------------------------------------------- | ----------------------------------------------------------------- |
| Nummer                                                            | 37                                                                | 31                                                                | 19                                                                | 19                                                                | 19                                                                | 30                                                                | 36                                                                | uit                                                               |

## Tracklist
1. "If I Told You That" (Album Version)
2. "Fine" (Album Version)
3. "If I Told You That" (Johnny Douglas Mix)
4. "I'm Your Baby Tonight" (Dronez Mix)

## Trivia
- Oorspronkelijk stond If I Told You That als soloversie van Houston op diens album My Love Is Your Love. De vocals van George Michael werden later opgenomen waarna het nummer aan het Greatest Hits album werd toegevoegd.